# Gubernia noworosyjska
Gubernia noworosyjska (ros. Новороссийская губерния) – jednostka administracyjna Imperium Rosyjskiego (gubernia) istniejąca w latach 1764–1783 i 1796–1802. Stolicą guberni był w okresie 1765–1783 Krzemieńczuk, w okresie 1796–1802 – Katerynosław (noszący w latach 1797–1802 nazwę Noworosyjsk).

## Pierwsza gubernia noworosyjska (1764-1783)
Utworzona ukazem Katarzyny II z 22 marca?/2 kwietnia 1764 jako okręg wojskowy na pograniczu Imperium Rosyjskiego, Chanatu Krymskiego i Imperium Osmańskiego. W jej skład włączono na Ukrainie Prawobrzeżnej – Nową Serbię i Nowosłobodzki Pułk Kozacki, na Lewobrzeżu: Słowiano-Serbię, linię ukraińską, terytoria pułku połtawskiego i pułku mirhorodzkiego. W 1775 r. do guberni przyłączono część ziem zlikwidowanej Siczy Zaporoskiej. Gubernia w 1765 r. dzieliła się na trzy prowincje: bachmucką (stolica Bachmut), jelizawetgradzką (Jelizawetgrad) i kateryninską (Biljewsk). Gubernię zamieszkiwało w 1773 ok. 463 000 ludzi. Większość punktów osadniczych guberni posiadała załogi wojskowe.
W 1776 r. prowincja kateryninska została wyłączona z guberni i przekazana w skład prowincji azowskiej, zaś sama gubernia noworosyjska została podzielona na cztery prowincje: jelizawetgradzką, połtawską, słowiańską (prawobrzeżne Zaporoże) i chersońską, te zaś na 12 ujezdów. W 1782 prowincje skasowano, pozostawiając podział na ujezdy.
W 1783 r., po aneksji Chanatu Krymskiego przez Rosję gubernia została zlikwidowana, a jej terytorium włączone do nowo utworzonego namiestnictwa katerynosławskiego.

## Druga gubernia noworosyjska (1796–1802)
Utworzona ukazem Pawła I z 12 grudnia?/23 grudnia 1796: O nowym podziale państwa na gubernie, który zlikwidował namiestnictwa jako jednostki administracyjne. Z namiestnictwa katerynosławskiego, namiestnictwa wozniesienskiego i obwodu taurydzkiego utworzono gubernię noworosyjską ze stolicą w Jekaterynosławiu, założonym w 1778 i noszącym w latach 1797–1802 nazwę Noworosyjsk. Gubernia była podzielona na 12 powiatów (ujezdów): katerynosławski, bachmucki, jelizawetgradzki, mariupolski, nowomoskiewski, olwiopolski, pawłogradzki, perekopski, rostowski (wydzielony z Ziemi Wojska Czarnomorskiego, stolica powiatu – Taganrog), symferopolski, tyraspolski i chersoński.
Gubernia istniała do 1802 r., gdy została podzielona na gubernię katerynosławską, mikołajowską (od 1803 – chersońską) i taurydzką.

## Mapy

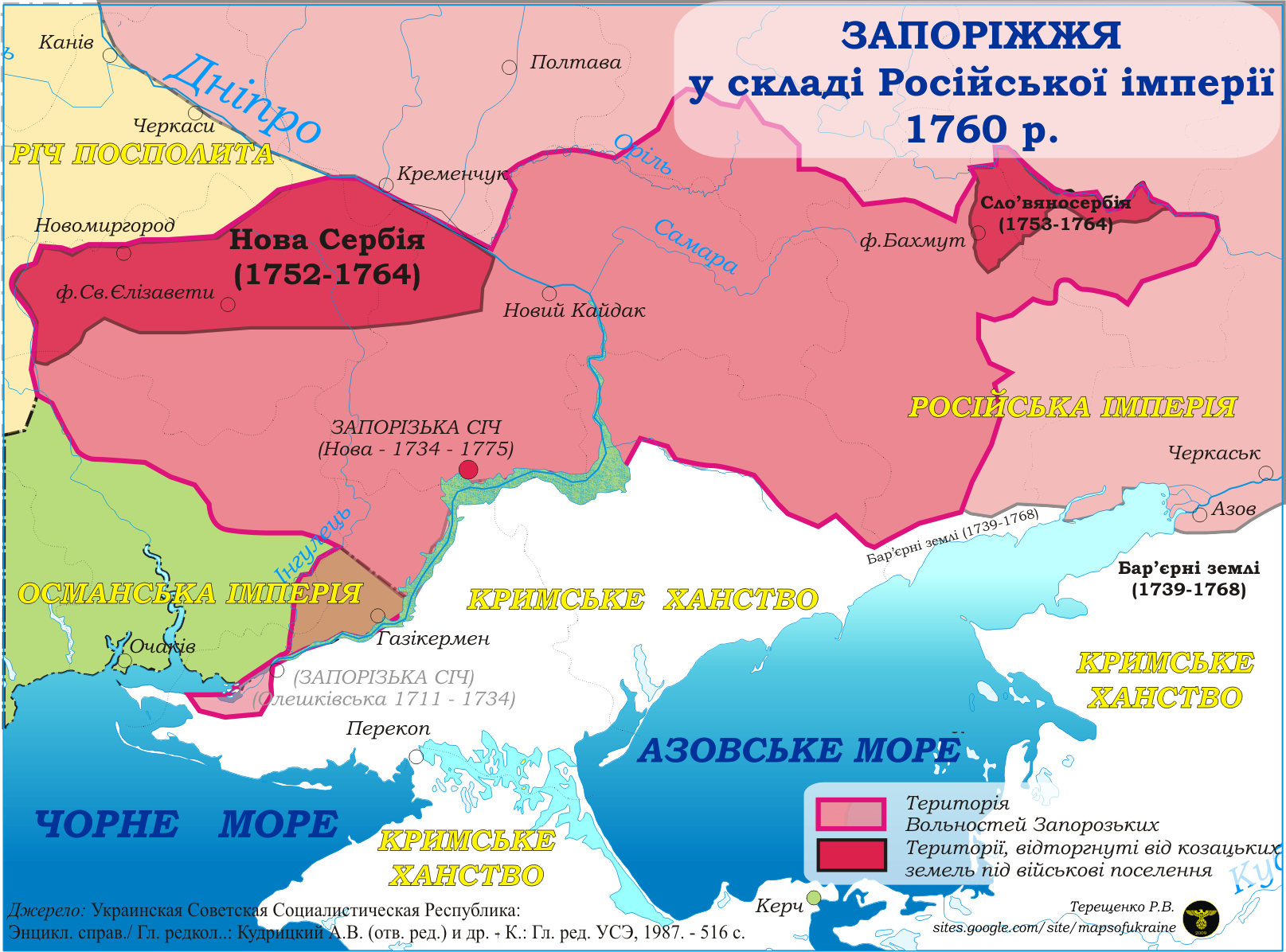
Tereny guberni noworosyjskiej 1764–1783
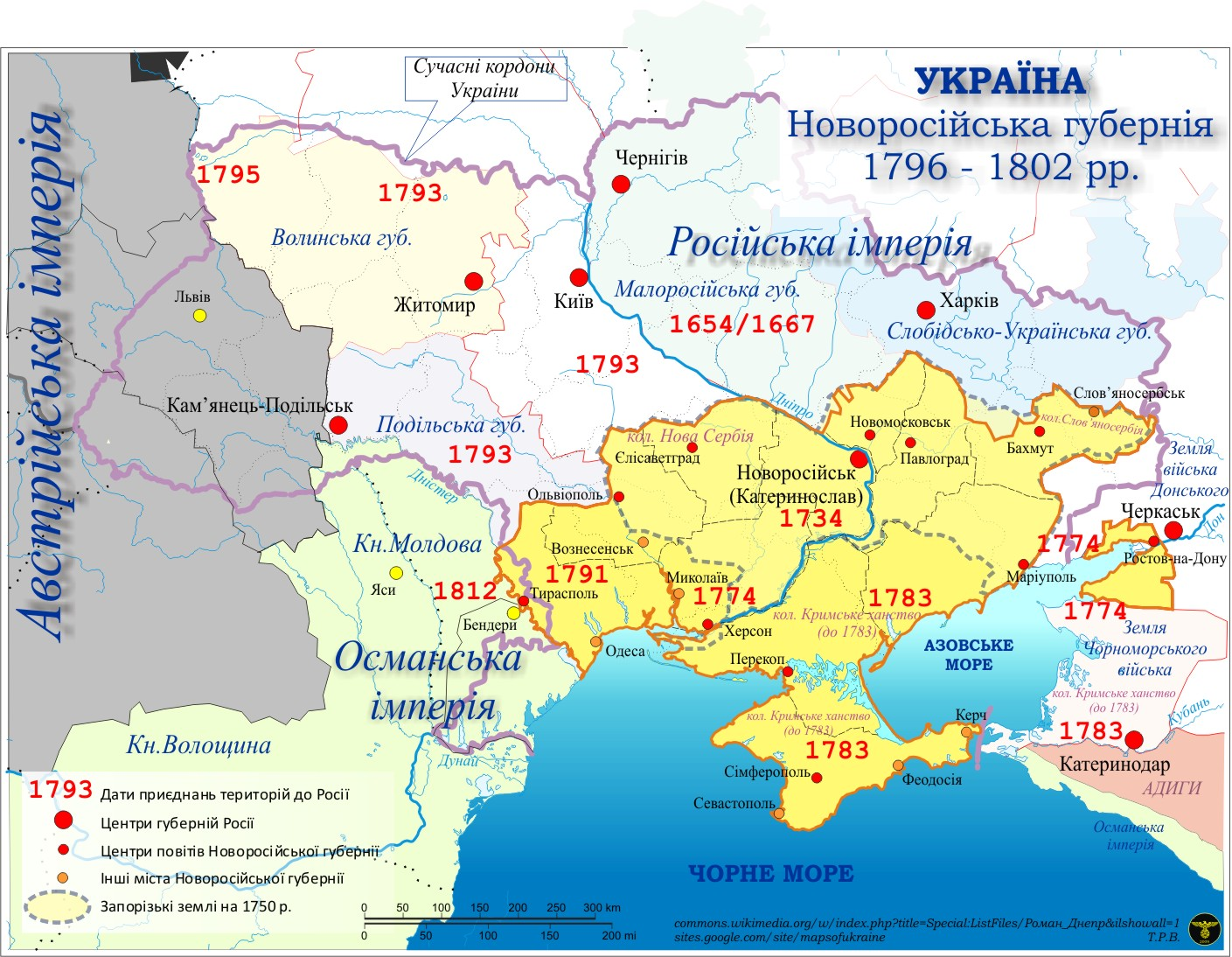
Gubernia noworosyjska 1800
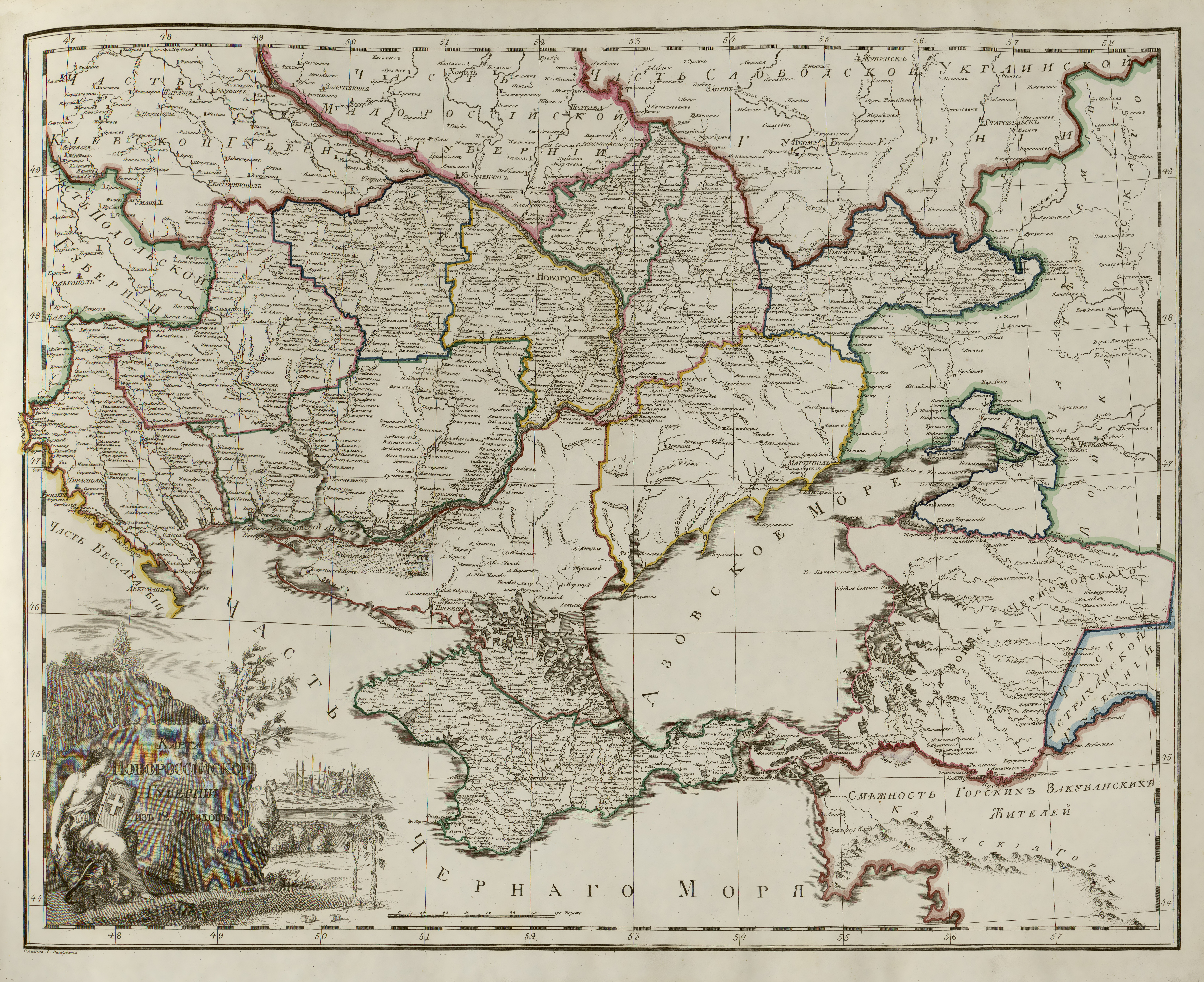
Historyczna mapa guberni noworosyjskiej, 1800